# Ag2r La Mondiale/Saison 2010

Das Trikot von Ag2r La Mondiale, Saison 2010

Dieser Artikel listet Erfolge und Mannschaft des Radsport-Teams Ag2r La Mondiale in der Saison 2010 auf.

## Saison 2010

### Erfolge beim UCI World Calendar
Bei den Rennen im Jahr 2010 gelangen dem Team nachstehende Erfolge.
| Datum    | Rennen                    | Fahrer            |
| -------- | ------------------------- | ----------------- |
| 18. Juli | 14. Etappe Tour de France | Christophe Riblon |

### Erfolge in der UCI Europe Tour
In der Saison 2010 gelangen dem Team nachstehende Erfolge in der Tour.
| Datum           | Rennen                                  | Kat. | Fahrer            |
| --------------- | --------------------------------------- | ---- | ----------------- |
| 20. Januar      | 2. Etappe La Tropicale Amissa Bongo     | 2.1  | Julien Loubet     |
| 21. Januar      | 3. Etappe La Tropicale Amissa Bongo     | 2.1  | Nicolas Rousseau  |
| 10.–14. Februar | Gesamtwertung Tour Méditerranéen        | 2.1  | Rinaldo Nocentini |
| 20. Februar     | 1. Etappe Tour du Haut Var              | 2.1  | Rinaldo Nocentini |
| 28. Februar     | Les Boucles du Sud Ardèche              | 1.1  | Christophe Riblon |
| 7. April        | 2. Etappe Circuit Cycliste Sarthe       | 2.1  | Anthony Ravard    |
| 9. April        | 5. Etappe Circuit Cycliste Sarthe       | 2.1  | Anthony Ravard    |
| 8. Mai          | 4. Etappe Quatre Jours de Dunkerque     | 2.HC | Martin Elmiger    |
| 5.–9. Mai       | Gesamtwertung Quatre Jours de Dunkerque | 2.HC | Martin Elmiger    |
| 19. Juni        | 2a. Etappe Route du Sud                 | 2.1  | Blel Kadri        |
| 27. Juni        | Schweizer Meisterschaft – Straßenrennen | NC   | Martin Elmiger    |
| 26. Juli        | 3. Etappe Tour de Wallonie              | 2.HC | Kristof Goddaert  |
| 13. August      | 3. Etappe Tour de l’Ain                 | 2.1  | Maxime Bouet      |
| 25. August      | 2. Etappe Tour du Poitou Charentes      | 2.1  | Anthony Ravard    |
| 29. August      | Châteauroux Classic de l’Indre          | 1.1  | Anthony Ravard    |
| 17. September   | Grand Prix de la Somme                  | 1.1  | Martin Elmiger    |
| 7. Oktober      | Paris–Bourges                           | 1.1  | Anthony Ravard    |

### Abgänge-Zugänge
| Zugänge                    | Team 2009                    | Abgänge                        | Team 2010                   |
| -------------------------- | ---------------------------- | ------------------------------ | --------------------------- |
| Maxime Bouet               | Agritubel                    | Aleksandr Pliușkin             | Katjuscha                   |
| David Le Lay               | Agritubel                    | Stéphane Poulhies              | Saur-Sojasun                |
| Anthony Ravard             | Agritubel                    | Cédric Pineau                  | Roubaix Lille Métropole     |
| Kristof Goddaert           | Topsport Vlaanderen-Mercator | Renaud Dion                    | Roubaix Lille Métropole     |
| Dimitri Champion           | Bretagne-Schuller            | Tanel Kangert                  | CC Villeneuve Saint-Germain |
| Julien Bérard              | Neoprofi                     | Blaise Sonnery                 | Creusot Cyclisme            |
| Ben Gastauer               | Neoprofi                     | Aurélien Clerc                 | Karriereende                |
| Steve Houanard (ab 15.08.) | Skil-Shimano                 | Stéphane Goubert               | Karriereende                |
|                            |                              | Jean-Charles Sénac             | Karriereende                |
|                            |                              | Wladimir Jefimkin (bis 31.07.) | Unbekannt                   |

### Mannschaft
| Name                | Geburtstag         | Nationalität |              |
| ------------------- | ------------------ | ------------ | ------------ |
| José Luis Arrieta   | 15. Juni 1971      | Spanien      |              |
| Julien Bérard       | 27. Juli 1987      | Frankreich   |              |
| Guillaume Bonnafond | 23. Juni 1987      | Frankreich   |              |
| Maxime Bouet        | 3. November 1986   | Frankreich   |              |
| Dimitri Champion    | 6. September 1983  | Frankreich   |              |
| Cyril Dessel        | 29. November 1974  | Frankreich   |              |
| Hubert Dupont       | 13. November 1980  | Frankreich   |              |
| Martin Elmiger      | 23. September 1978 | Schweiz      |              |
| John Gadret         | 22. April 1979     | Frankreich   |              |
| Ben Gastauer        | 14. November 1987  | Luxemburg    |              |
| Kristof Goddaert    | 21. November 1986  | Belgien      |              |
| Sébastien Hinault   | 11. Februar 1974   | Frankreich   |              |
| Steve Houanard      | 2. April 1986      | Frankreich   |              |
| Alexander Jefimkin  | 2. Dezember 1981   | Russland     |              |
| Blel Kadri          | 3. September 1986  | Frankreich   |              |
| Jurij Kriwzow       | 7. Februar 1979    | Ukraine      |              |
| David Le Lay        | 30. Dezember 1979  | Frankreich   |              |
| Julien Loubet       | 11. Januar 1985    | Frankreich   |              |
| René Mandri         | 20. Januar 1984    | Estland      |              |
| Lloyd Mondory       | 26. April 1982     | Frankreich   |              |
| Rinaldo Nocentini   | 25. September 1977 | Italien      |              |
| Anthony Ravard      | 28. September 1983 | Frankreich   |              |
| Christophe Riblon   | 17. Januar 1981    | Frankreich   |              |
| Nicolas Roche       | 3. Juli 1984       | Irland       |              |
| Nicolas Rousseau    | 16. März 1983      | Frankreich   |              |
| Gatis Smukulis      | 15. April 1987     | Lettland     |              |
| Ludovic Turpin      | 22. März 1975      | Frankreich   |              |
| Tadej Valjavec      | 13. April 1977     | Slowenien    |              |
| Stagiaires          | Stagiaires         | Nationalität | Nationalität |
| Thomas Bonnin       | Thomas Bonnin      | Frankreich   |              |
| William Clarke      | William Clarke     | Australien   |              |
| Mathieu Teychenne   | Mathieu Teychenne  | Frankreich   |              |